# NGC 180
NGC 180 è una vasta galassia a spirale barrata situata nella costellazione dei Pesci.

## Descrizione
Ha una classe di luminosità II-III e presenta una larga riga a 21 cm dell'idrogeno neutro

## Scoperta
NGC 180 è stata scoperta il 29 dicembre 1790 dall'astronomo britannico di origine tedesca William Herschel.

## Supernova
Il 29 luglio 2001, all'interno della galassia è stata scoperta da parte di M. Papenkova e W. D. Li, nel corso del programma congiunto LOSS/KAIT (Lick Observatory Supernova Search dell'osservatorio Lick e The Katzman Automatic Imaging Telescope dell'Università della California - Berkeley), una supernova di tipo II che ha ricevuto la denominazione SN 2001dj.